# USS Missouri (1944)
De USS Missouri (BB-63) (bijgenaamd "Mighty Mo" of "Big Mo") is een Amerikaans Iowa-klasse slagschip. Het was het 14e slagschip van de Amerikaanse Marine dat werd genoemd naar de staat Missouri. De Missouri behoorde tot de laatste slagschepen die gebouwd werden door de Verenigde Staten.

## Inzet
Het schip werd besteld in 1940, en opgeleverd in 1944. In de Tweede Wereldoorlog vocht het schip in onder andere de Landing op Iwo Jima en de Slag om Okinawa. Op 2 september 1945 werd aan boord van de Missouri de overgave van Japan getekend in aanwezigheid van de geallieerden waaronder Douglas MacArthur. Luitenant-admiraal Conrad E.L. Helfrich tekende als vertegenwoordiger voor Nederland. Met de ondertekening kwam  officieel een einde aan de Tweede Wereldoorlog.
De Missouri werd tevens ingezet tijdens de Koreaanse Oorlog van 1950 tot 1953. In 1955 werd het schip uit de vaart genomen en verplaatst naar de reservevloot van de marine, maar in 1984 werd het schip in verbeterde toestand toch weer in de vaart genomen. Na zijn terugkeer in de marine werd het onder andere ingezet in de Golfoorlog van 1991. De Missouri kreeg in totaal elf dienststerren en werd in 1992 definitief uit de vaart genomen.

## Museumschip
In 1998 werd het schip geschonken aan de USS Missouri Memorial Association. Het werd een museumschip in Pearl Harbor, Hawaï.

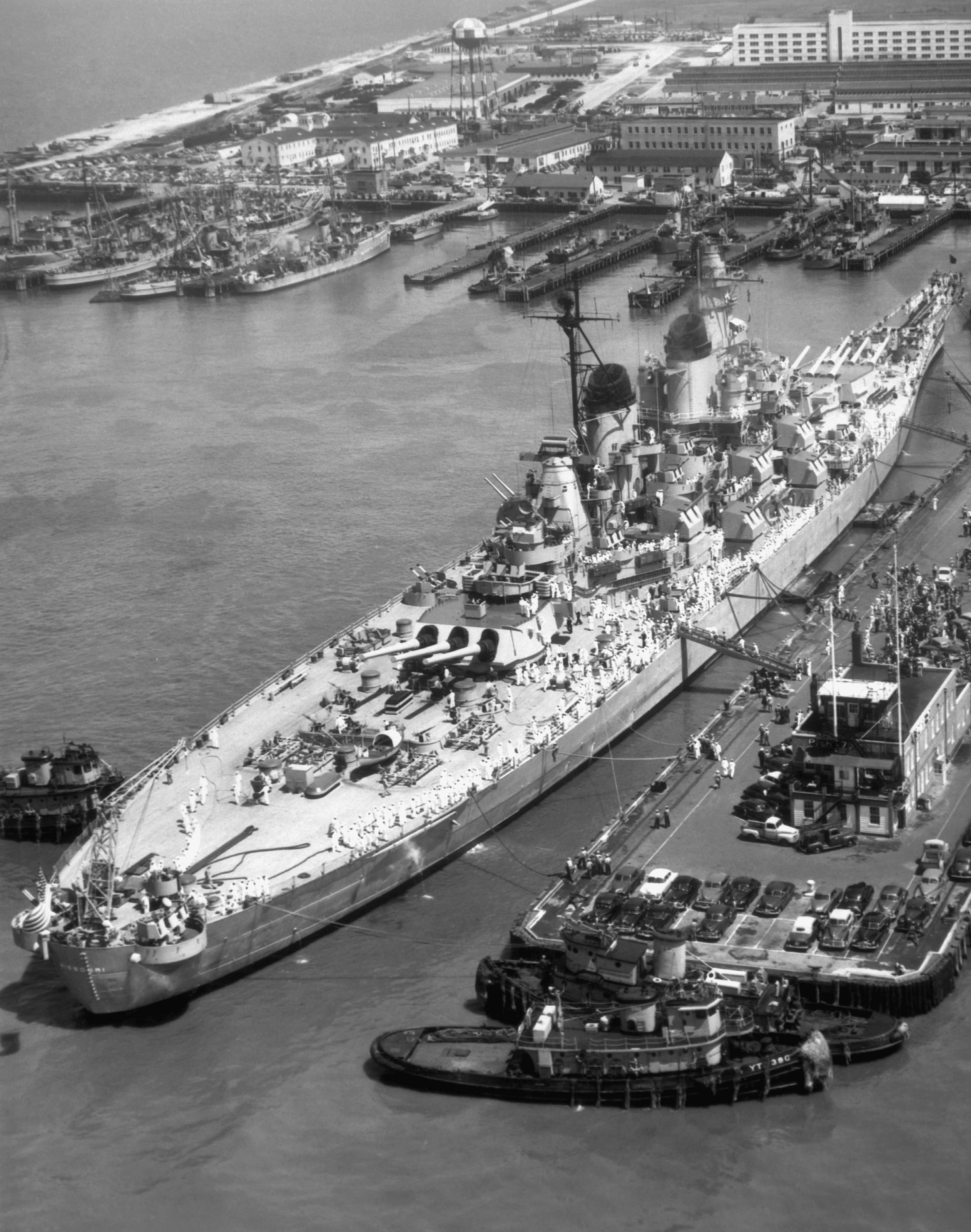
1951 in Norfolk
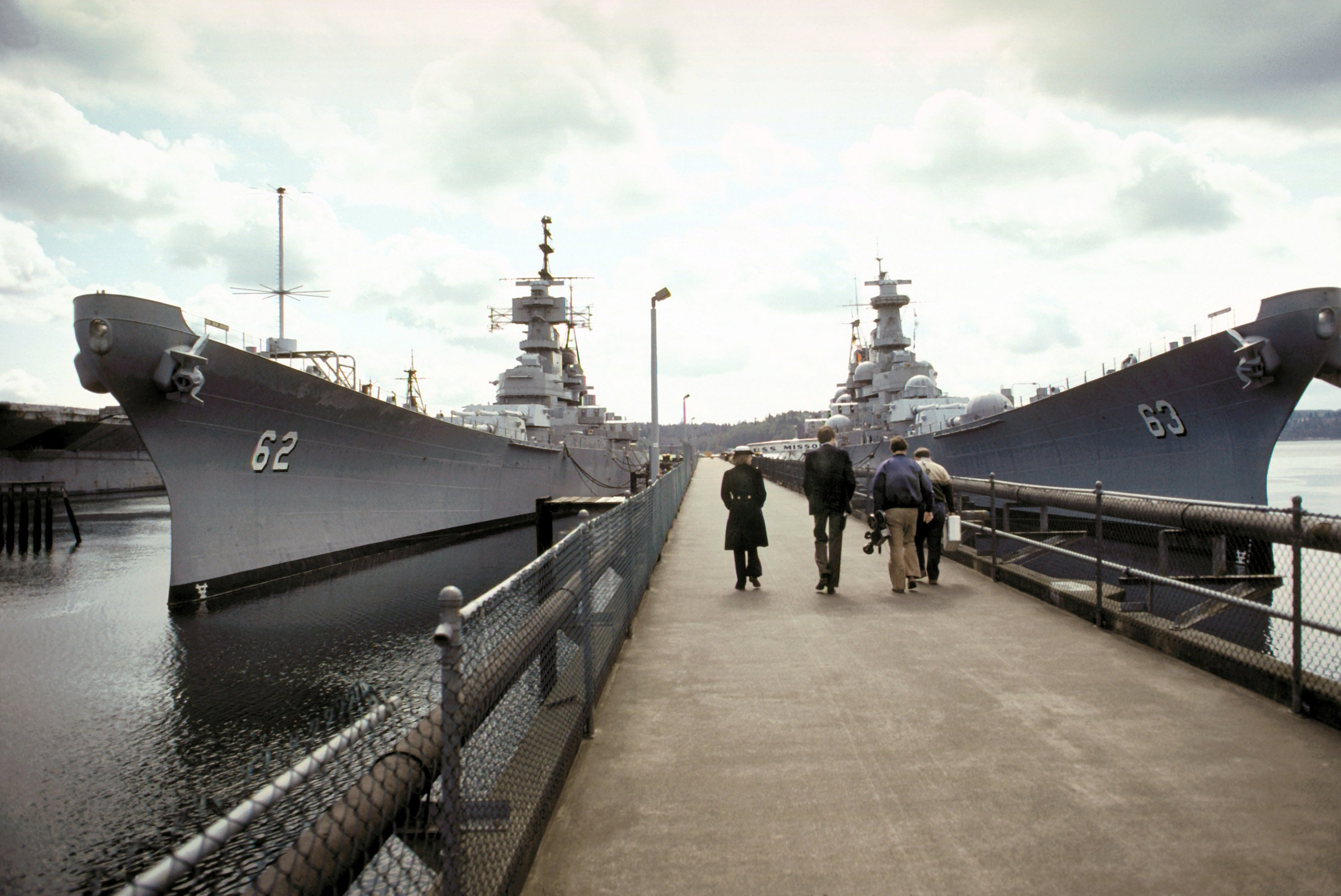
1981 (links) buiten dienst in de Puget Sound Naval Shipyard
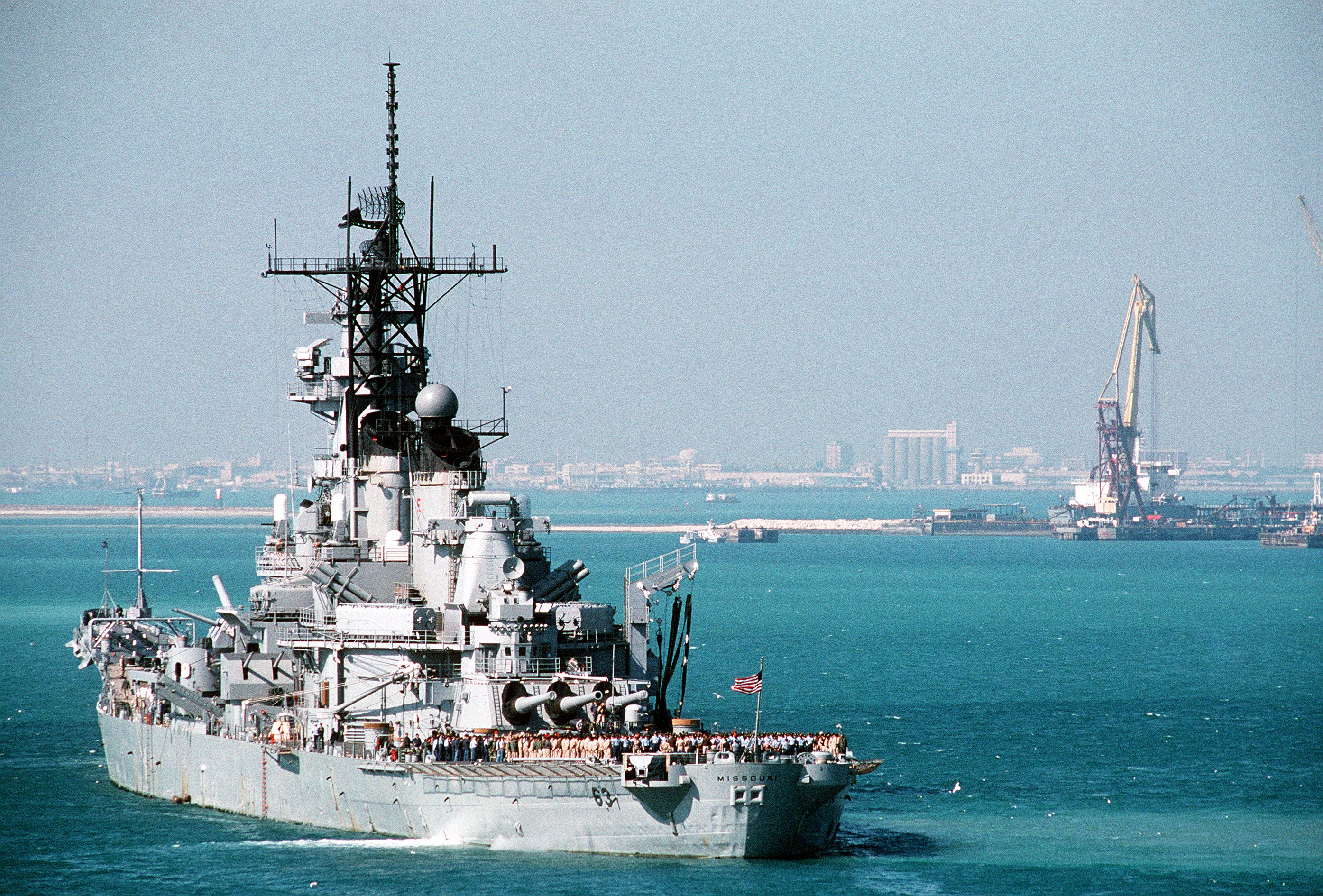
1991, in de Perzische Golf tijdens Operatie Desert Storm
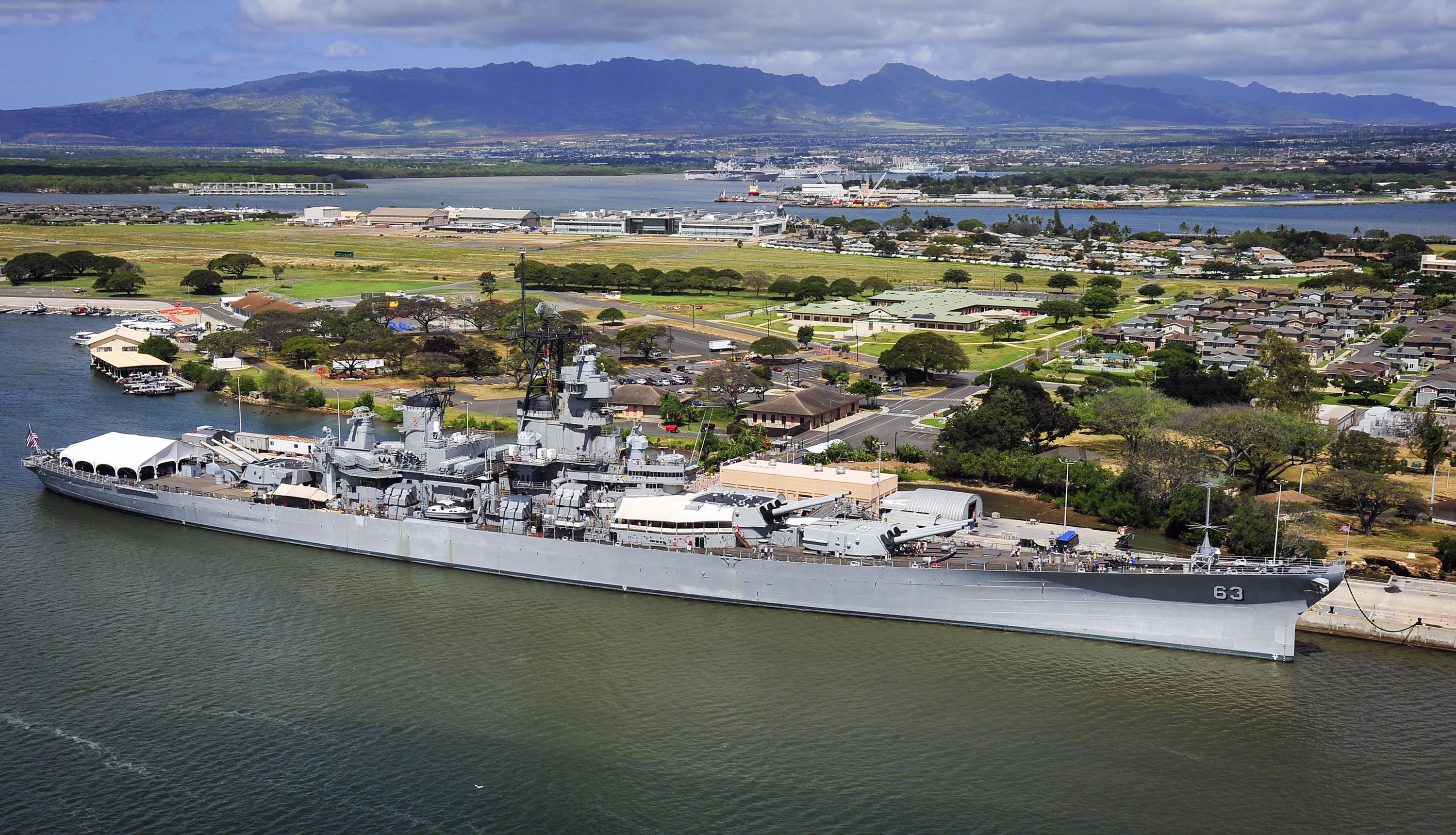
Battleship Missouri Memorial met Ford Island op de achtergrond

## Trivia
- De Amerikaanse zangeres Cher nam in juli 1989 op de USS Missouri de videoclip voor haar hit If I Could Turn Back Time op.
- De film Under Siege uit 1992 speelt zich af op de USS Missouri.
- In de film Battleship uit 2012 speelt de USS Missouri, als museumschip met een bemanning van veteranen, een beslissende rol.